# Schweix
Pour l’ancienne commune de la Moselle rattachée au Val-de-Guéblange, voir Schweix (Moselle).
Schweix est une municipalité de la Verbandsgemeinde Pirmasens-Land, dans l'arrondissement du Palatinat-Sud-Ouest, en Rhénanie-Palatinat, dans l'ouest de l'Allemagne.

## Toponymie
- Schvex (caste Cassini), Schweix Breidenbach (1792), Schweix (1802).

## Histoire
Schweix est une ancienne commune de la Moselle rattachée à Liederschiedt, puis cédée à la Prusse en 1815.